# Jestřábník licholabský
Jestřábník licholabský (Hieracium pseudalbinum) je druh rostliny z čeledi hvězdnicovité. Je to vytrvalá, přímá, žlutě kvetoucí bylina s chudě olistěnou lodyhou a několika listy v přízemní růžici. Pro druh jsou charakteristické zejména přisedlé až mírně objímavé horní lodyžní listy a ochlupení zákrovu, v němž chybějí jednoduché chlupy. V taxonomii jestřábníků je řazen do okruhu Hieracium juranum agg. (H. murorum ≤ H. prenanthoides) a je to jediný zástupce dané skupiny v české flóře. Vyskytuje se jako endemit výhradně v Krkonoších, kde patří mezi velmi vzácné druhy.

## Popis
Jestřábník licholabský je vytrvalá, přímá bylina s jednoduchou olistěnou lodyhou, dorůstající výšky 20 až 60 cm.
Přízemní růžice se obvykle skládá z 1 až 3 listů, někdy však bývá v době květu již zaschlá. Přízemní listy jsou eliptické, celokrajné nebo s několika drobnými zuby, na vrcholu zaokrouhlené až tupě špičaté, s klínovitou bází. Lodyžních listů bývá 4 až 7 a směrem nahoru se postupně zmenšují. Nejspodnější dva bývají řapíkaté, eliptické, tupě špičaté až špičaté, celokrajné nebo v dolní části s několika drobnými zuby, na bázi klínovité. Střední lodyžní listy jsou zúženou bází přisedlé až mírně objímavé, horní jsou přisedlé širokou bází, kopinaté a celokrajné. Květenství je rozvolněné a skládá se asi ze 2 až 8 (řidčeji i více) středně velkých úborů. Stopky úborů jsou poměrně tenké, hustě pokryté stopkatými žlázkami a hvězdovitými chlupy. Zákrov je válcovitě vejcovitý, tmavě černozelený, asi 9 až 11 mm dlouhý, složený z málo četných, jen nevýrazně se střechovitě kryjících zákrovních listenů. Listeny jsou pokryté stopkatými žlázkami a zejména při okrajích i hvězdovitými chlupy. Jednoduché chlupy chybějí nebo jsou jen ojedinělé.
Ligula jazykovitých květů je plochá, až 18 mm dlouhá, na zoubcích s nečetnými krátkými chloupky. Čnělka a bliznová ramena jsou tmavé (okrové s černými šupinkami). Nažky jsou červenohnědé až hnědočerné, 3,8 až 4,1 mm dlouhé.

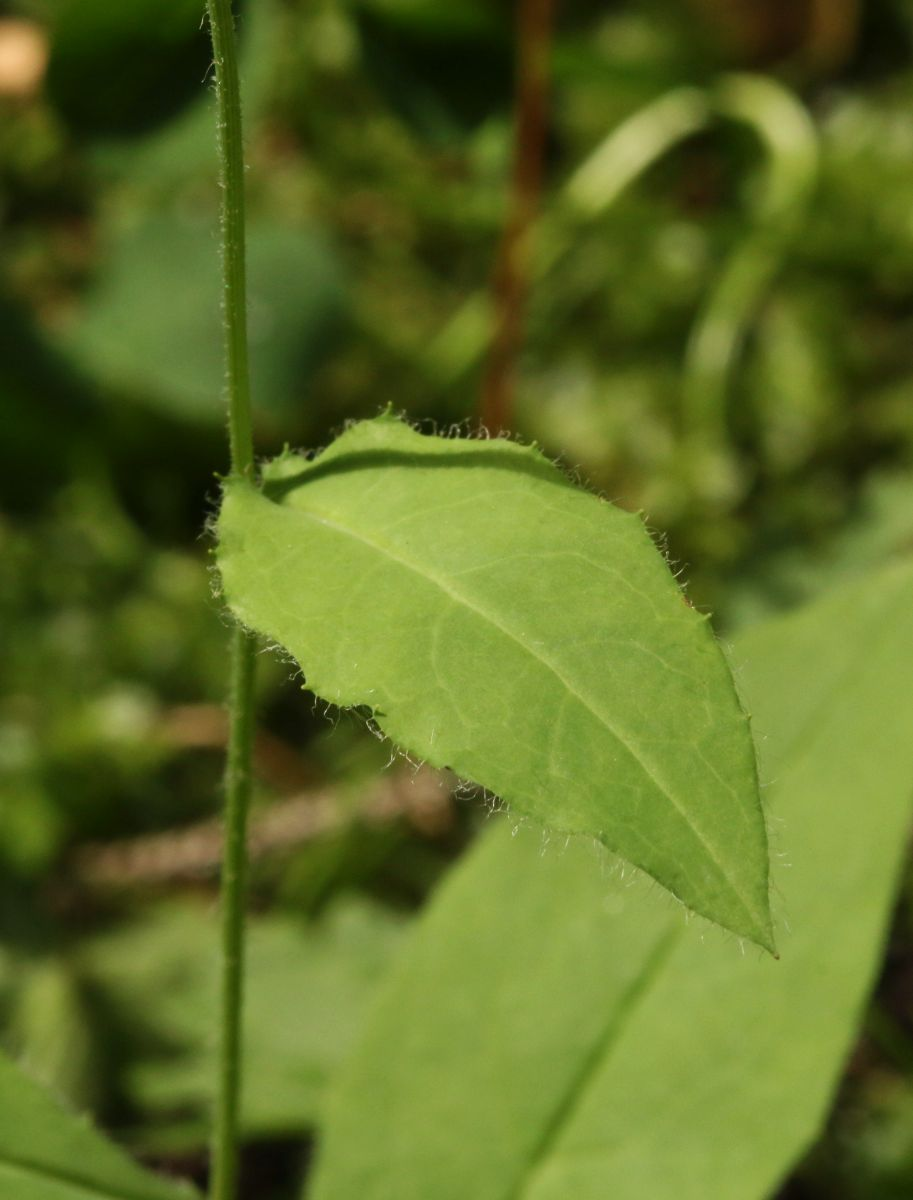
Detail středního lodyžního listu
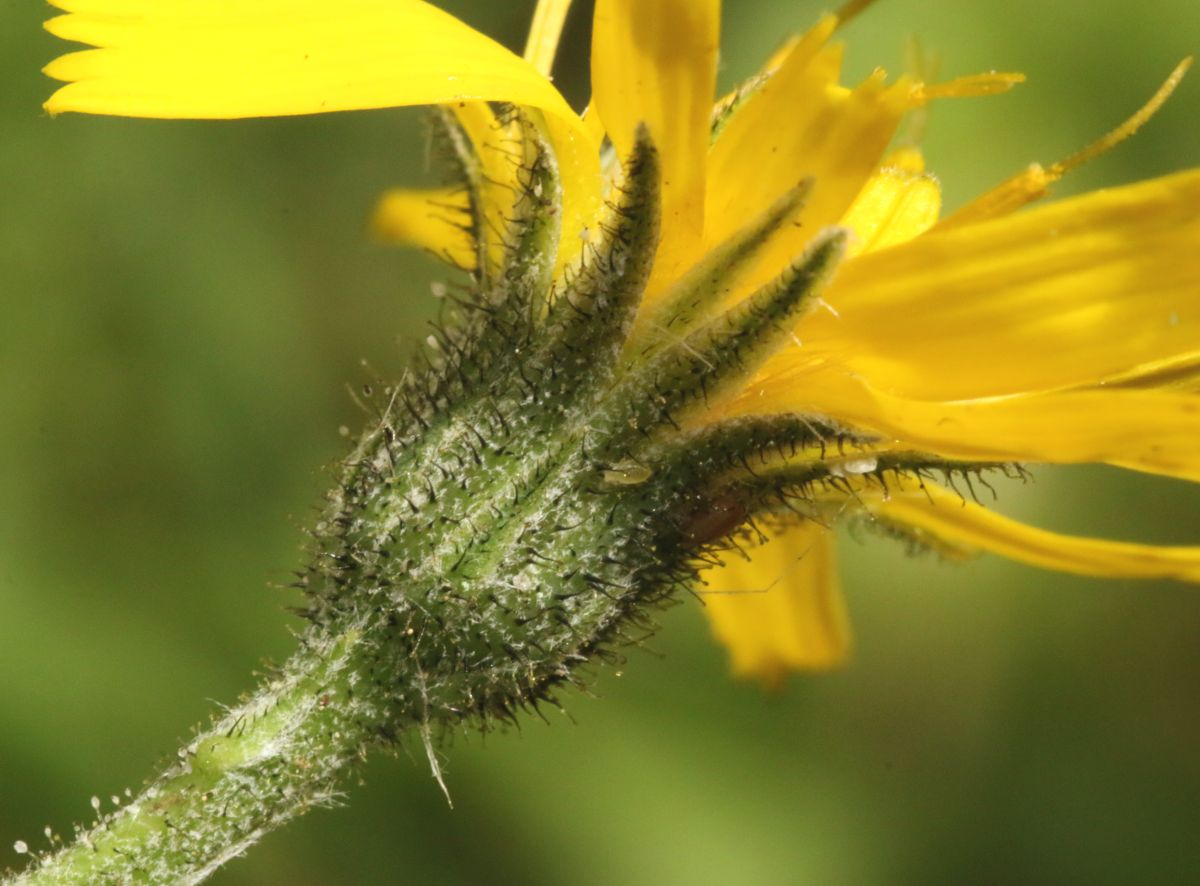
Detail úboru

## Rozšíření
Jestřábník licholabský je endemit Krkonoš. V minulosti byl uváděn z řady lokalit v montánních a subalpínských polohách pohoří včetně některých karových jam. Vyskytoval se na české a v menší míře i na polské straně v nadmořských výškách od 990 do 1300 metrů. V současné době jsou známy pouze tři doložené lokality na české straně.

## Taxonomie
Druh Hieracium pseudalbinum je dle pojetí použitého v díle Květena České republiky, vycházejícího z koncepce rodu publikované v Zahnových monografiích, řazen do skupiny H. juranum agg. Tato skupina shrnuje taxony morfologicky odpovídající formuli H. murorum ≤ H. prenanthoides. V Zahnově monografii středoevropských jestřábníků z roku 1938 je dále dělena do tří skupin (gregů): H. pseudojuranum, H. hemiplecum a H. jurassicum, přičemž druh H. pseudalbinum je součástí gregu H. jurassicum.
V roce 2007 byl pro daný taxon publikován (spolu s množstvím dalších nových kombinací v rámci rodu) název Hieracium jurassicum subsp. pseudalbinum, který je používán jako platný název i v některých checklistech světové flóry (např. portál Plants of the World Online).

## Rozlišovací znaky
V rámci krkonošské flóry lze jestřábník licholabský nejsnáze zaměnit s jestřábníkem labským (H. albinum), který rovněž náleží mezi velmi vzácné druhy. Pro oba taxony je charakteristická chudě olistěná lodyha s přisedlými horními lodyžními listy a odění zákrovů, v němž chybějí jednoduché chlupy. Lze je odlišit zejména podle počtu a tvaru lodyžních listů. Jestřábník labský mívá obvykle 2 až 3 lodyžní listy a jejich čepel bývá nejširší v dolní třetině. Naproti tomu jestřábník licholabský mívá lodyžních listů více (obvykle 4 až 7) a ty bývají nejširší přibližně v polovině. Ostatní habituelně podobné horské jestřábníky s olistěnou lodyhou (jestřábník Wimmerův, jestřábník sudetský, jestřábník krkonošský) mají jednoduché chlupy na zákrovních listenech. Jestřábník Lachenalův (H. lachenalii) a jestřábník obecný (H. levicaule) postrádají chloupky na vrcholech ligul a nemají střední lodyžní listy přisedlé.